# Приключения запятой и точки
«Приключения запятой и точки» — советский мультипликационный фильм, который создал в 1965 году режиссёр-мультипликатор Николай Фёдоров.

## Сюжет
Третьеклассник Боря Иванов получил двойку за диктант по русскому языку, потому что допустил много ошибок — в частности, не поставил запятую и точку в финальном предложении. Придя домой, мальчик решает пойти на хитрость и вписывает в нужные места знаки, чтобы на следующий день обратиться к учительнице с просьбой исправить «двойку» на «тройку». Вписав запятую и точку, мальчик уходит играть в казаки-разбойники. Сразу после этого знаки препинания оживают и решают проучить лодыря: Точка и Запятая, которых поставил мальчик, решают убежать из тетради обратно в чернильницу, чтобы Боря на следующий день опозорился и больше так не делал. Путь Точки и Запятой проходит через весь Борин стол, где их ждут опасности в виде оживших клякс, оставленных Борей на скатерти, и целого моря молока из пролитого им стакана. Успешно пройдя все опасности и преодолев молочное море, Точка и Запятая прыгают в чернильницу. На следующий день они с удовольствием наблюдают, как Боря краснеет перед классом, когда учительница показывает ему, что в тетради стоят только те знаки, которые поставила она. После этого Точка и Запятая поют песню о том, что они всегда будут убегать от таких лентяев и плутов, как Боря.

## Над фильмом работали
- Автор сценария — Анатолий Митяев
- Режиссёр — Николай Фёдоров
- Художник-постановщик — Мария Рудаченко
- Композитор — Сигизмунд Кац
- Стихи и тексты песен — Яков Аким
- Художники-мультипликаторы — Наталия Богомолова, Олег Сафронов, Вадим Долгих, Анатолий Солин, Владимир Зарубин, Борис Акулиничев, Виолетта Карп, Вера Валерианова, Эльвира Маслова, Наталья Орлова, Татьяна Померанцева
- Оператор — Борис Котов
- Звукооператор — Борис Фильчиков
- Роли озвучивали:
  - Валентина Сперантова — Борис Иванов / учительница Анна Петровна
  - Анатолий Папанов — Клякса-Атаман
  - Клара Румянова — 1-я Запятая / 2-я Запятая
  - Мария Виноградова — Точки
  - Георгий Вицин — маленькая Клякса / Вопросительный Знак / Восклицательный Знак (в титрах не указан)
  - Сергей Цейц — худая Клякса / Клякса в форме слезинки (в титрах не указан)

## DVD
Данный мультфильм был выпущен в сборнике мультфильмов «Не хочу в школу» на DVD компанией «Крупный План». Цифровая реставрация изображения и звука при записи использована не была. Кроме него, на диске также содержались и другие мультфильмы: «Переменка № 1», «В стране невыученных уроков», «Проделкин в школе», «На задней парте».
- Звук — Русский Dolby Digital 1.0 Mono;
- Региональный код — 0 (All);
- Изображение — Standart 4:3 (1,33:1);
- Цвет — PAL;
- Упаковка — Коллекционное издание;
- Дистрибьютор — «Крупный План».